# نیتیا کارما

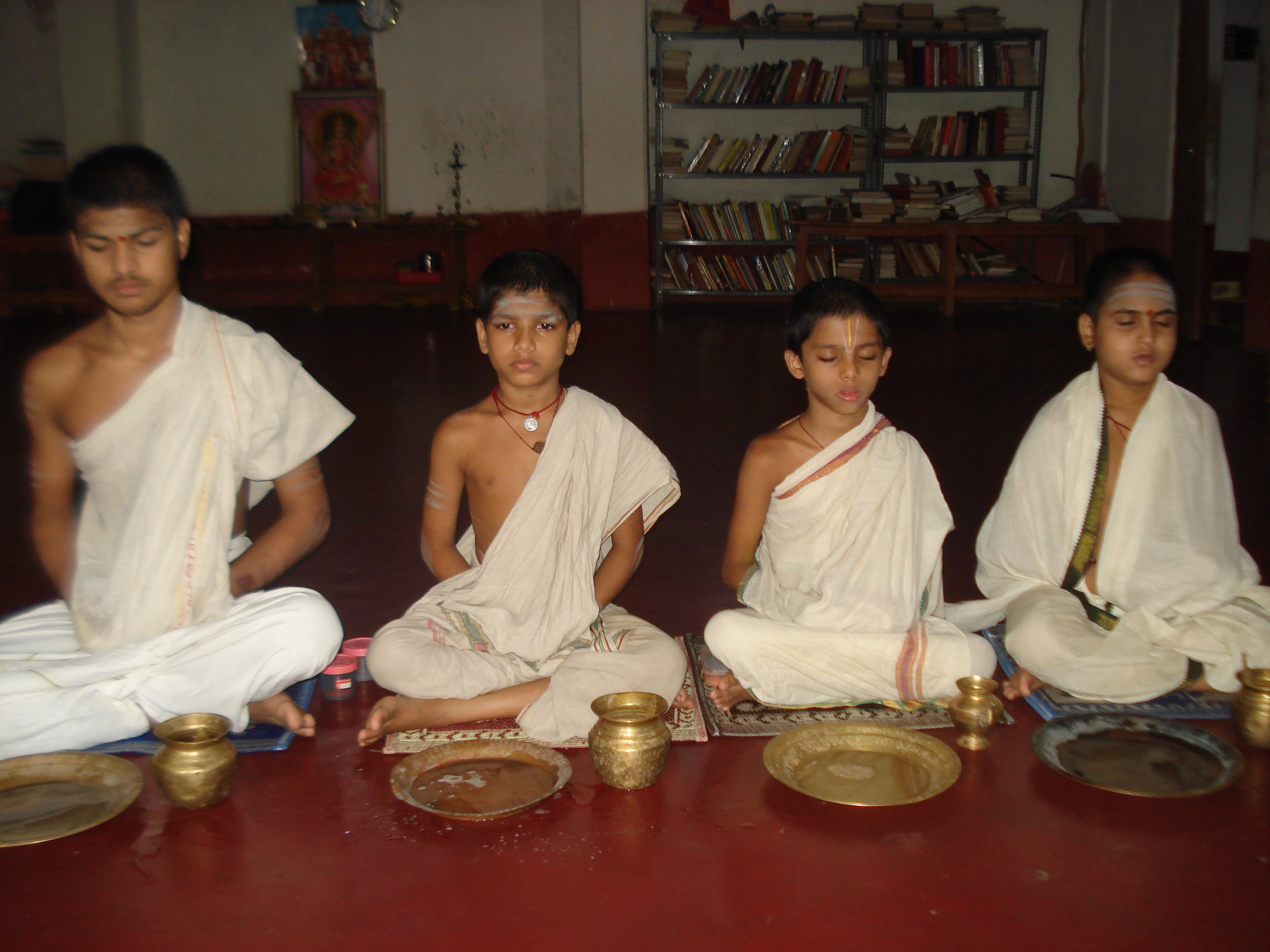
دانش آموزان ودا پاتاشالا در حال انجام ساندیا واندانم

نیتیا کارما به آن دسته از کارما (یا مناسک) گفته می‌شود که توسط هندوها انجام می‌شود. شاستراهای هندو می‌گویند که انجام ندادن نیتیا کارما منجر به گناه می‌شود. کارما های نیتیا عبارتند از:
- سنا
- سندیاوندانم
- دواتارچانم
- اوپاسانام
- آگنی هوترام

رنج دوام نمی‌آورد، اما آسایش مادی زندگی نیز دوام ندارد. فلسفه هندو و یوگا ادعا می‌کند که انسان‌ها در چرخه ای از رنج، مرگ و تولد دوباره به دام افتاده‌اند. نجات هنگامی تحقق می‌پذیرد که سوخت کردار پیشین به پایان برسد. انسان باید به طریق مراسم نیتیا کارما متوسل شود تا از گردونه باز پیدایی خلاصی یابد.